# 唐振绪
唐振绪（1911年3月29日—2003年8月23日），字缵伯，男，江苏无锡人，中国水力学家、土木工程学家、科技管理专家，曾任欧美同学会常务副会长，第五、六、七届全国政协委员。

## 生平
唐振绪原籍江苏无锡，生于南京。1935年7月，毕业于唐山交通大学（今西南交通大学）土木工程专业。1936年9月赴美国留学，在康乃尔大学读研究生。1937年7月获土木工程硕士学位，后学实验水力学。1941年2月获哲学博士学位。1945年底回国，任国民政府资源委员会专门委员，中、美两国工程顾问。1947年4月任高雄港务局副局长，6月任台湾省林产管理局局长。1948年返回大陆，任唐山工学院院长，同时为水利工程教授，兼土木工程系主任。1949年7月，任唐山工学院院务委员会主任委员。1950年3月，兼任在唐山的铁道部铁道技术研究所所长。1952年，加入九三学社。1956年1月起，任铁道部科学研究院副院长，1984年，任中国铁道科学研究院名誉院长。

## 家庭
祖父唐锡晋，父亲唐宗郭（原名唐宗仪），母亲邵樾华。弟唐振缃、唐振维、唐振统（唐勤）、唐振纶、唐振缁。侄子唐师曾（唐勤之子）。